# Eugene Vanderpool
Eugene Vanderpool (geboren am 3. August 1906 in Morristown, New Jersey; gestorben am 1. August 1989 in Athen) war ein US-amerikanischer Klassischer Archäologe. Er war von 1947 bis 1971 Professor, von 1971 bis 1989 Professor Emeritus für Klassische Archäologie an der American School of Classical Studies in Athen.

## Leben
Eugene Vanderpool war der Sohn von Wynant Davis Vanderpool und dessen Frau Cornelia Grinnell, geborene Willis. Er studierte Classics an der Princeton University und erwarb 1929 den Grad eines B. A. Im Anschluss reiste er nach Griechenland, wo er seine Studien für ein Jahr an der American School of Classical Studies fortsetzte, bevor er 1931 für ein Jahr an die University of Illinois ging, um Classics zu unterrichten. Im Jahr 1932 wurde er Mitarbeiter, 1947 stellvertretender Leiter der neu begonnenen Ausgrabungen auf der Athener Agora unter Homer A. Thompson – eine Position, die er bis 1967 innehatte.
Unterbrochen wurde diese lange Zeitspanne 1941, als Vanderpool als einer der letzten in Griechenland verbliebenen Amerikaner während des Zweiten Weltkriegs durch die deutsche Besatzung inhaftiert wurde. Die Gefangenschaft verbrachte er im bayerischen Laufen, wo im Schloss für einige amerikanische Zivilisten, die durch den Kriegseintritt der Vereinigten Staaten Europa nicht schnell genug verlassen konnten, ein Internierungslager eingerichtet wurde. Während dieser Zeit hielt er im Rahmen der von den Gefangenen selbst organisierten Bildungsveranstaltungen Vorlesungen über antike griechische Geschichte, die er anhand einer bei der Verhaftung in seiner Tasche befindlichen Thukydides-Ausgabe gestaltete. Bücherspenden des Britischen Roten Kreuzes und des YMCA ermöglichten es ihm, unter anderem auch über Herodot, Xenophon und Aristoteles zu lesen.
Im Rahmen eines Gefangenenaustauschs kam Vanderpool 1944 frei und ging nach Princeton an das Institute for Advanced Study, an dem er bis 1946 forschte. Im Rahmen der United Nations Relief and Rehabilitation Administration kehrte er in diesem Jahr nach Griechenland zurück. Im Jahr 1949 wurde er zum Professor an der American School of Classical Studies ernannt und lehrte dort bis 1971 als ordentlicher Professor, im Anschluss wirkte er dort bis zu seinem Tod 1989 als Professor emeritus. Zu Ehren des „Mr. American School“ wurde die Eugene Vanderpool Fellowship eingerichtet, die für das Jahr 1971/72 zum ersten Mal vergeben wurde und sich an Studenten im zweiten Jahr richtet, die vom Direktor der American School vorgeschlagen werden.

## Forschung und Lehre
In Forschung und Lehre deckte Vanderpool die gesamte Breite antiker Literatur und Klassischer Archäologie ab. Probleme griechischer Vasenmalerei, griechischer und römischer Architektur, antiker Skulptur und Epigraphik fanden in seinen Forschungen gleichermaßen Berücksichtigung. Zwischen 1953 und 1965 veröffentlichte er regelmäßig im American Journal of Archaeology den News Letter from Athens, in dem er die Ergebnisse jüngster Forschungen und Ausgrabungen der American School in Athen und Attika kurz vorstellte. Seine wichtigsten eigenen Forschungen, die er in zahlreichen Beiträgen publizierte, galten der Topographie und den Inschriften Athens und Attikas. Hervorzuheben ist in diesem Zusammenhang seine mit einiger Vorsicht aufgenommene Identifizierung eines Gebäuderestes südwestlich der Athener Agora als das Staatsgefängnis, in dem Sokrates vor seinem Tod inhaftiert war.
Sein beständiges Bereisen und Durchwandern Griechenlands machten Vanderpool zu einem intimen Kenner nicht nur der Topographie, sondern auch der Pflanzen- und Vogelwelt Griechenlands. Für seine Leistungen wurde er 1975 mit der Goldmedaille des Archäologischen Instituts von Amerika ausgezeichnet, darüber hinaus war er Träger des griechischen Phönix-Ordens, Mitglied der Archäologischen Gesellschaft Athen und des Deutschen Archäologischen Instituts.

## Schriften
Eine Bibliographie der etwa 100 wissenschaftlichen Aufsätze Eugene Vanderpools ist zusammengestellt in: Studies in Attic Epigraphy, History, and Topography. Presented to Eugene Vanderpool (= Hesperia. Supplement 19.) American School of Classical Studies at Athens, Princeton, N. J., 1982, ISBN 9780876615195, S. vii–xii.